# Georg Wilhelm von Valentini
Georg Wilhelm von Valentini (* 21. August 1775 in Mittenwalde; † 6. August 1834 in Berlin) war ein preußischer Generalleutnant, Generalinspekteur des Militärerziehungs- und Bildungswesens sowie Militärschriftsteller.

## Leben

### Herkunft
Die Familie Valentini stammt aus der Landgrafschaft Hessen-Darmstadt und dem Westerwald. Seine Eltern waren der preußische Oberst und Kommandant des Invalidenhauses in Berlin Georg Heinrich von Valentini (1738–1807) und dessen Ehefrau Christiane, geborene Schoenermark (1732–1807). Mehrere Mitglieder seiner Familie dienten im Feldjägerregiment. Ferdinand Alexander Ludwig von Valentini († 1801) als Major, Simon August von Valentini († 1834) war 1812 Kommandeur der Feldjäger und Christian Ludwig von Valentini († 1812) fiel als Hauptmann und Kompaniechef des Ostpreußischen Jägerbataillons.

### Militärkarriere
Valentini wurde am 15. August 1787 Kadett in Berlin und am 31. Juli 1791 als Junker im Jägerregiment zu Fuß der Preußischen Armee angestellt. Er avancierte am 22. Mai 1792 zum Sekondeleutnant und nahm am Ersten Koalitionskrieg teil. Bei der Belagerung von Landau wurde er am 22. Dezember 1793 durch den linken Arm geschossen und auch im Gefecht bei Weißenburg verwundet.
Am 9. April 1803 stieg Valentini zum Premierleutnant auf und am 20. März 1804 als Adjutant I. Klasse sowie überzähliger Quartiermeisterleutnant in den neuorganisierten Generalstab versetzt. Dabei erhielt er ein Gehalt von 800 Talern. Am 2. Mai 1805 wurde er Quartiermeisterleutnant und Stabskapitän. Im folgenden Vierten Koalitionskrieg kämpfte Valentini im Gefecht bei Saalfeld und der Schlacht bei Jena. Er nahm an dem folgenden Rückzug nach Lübeck teil und konnte dort als einer der wenigen der Gefangennahme entgehen. Am 12. März 1807 wurde er Kapitän und etwas später am 29. Mai 1807 kam er zum Korps „Blücher“. Dort wurde er am 23. August 1807 Major. Am 4. Juli 1808 erhielt er unbestimmten Urlaub mit der Erlaubnis, in Karlsbad kuren zu dürfen. Am 26. Dezember 1808 wurde er dann in den Stab des Oberst Graf Goetzen versetzt, aber am 17. Februar 1809 kam er bereits zum Generalleutnant von Grawert. Am 13. Juni 1809 nahm er seinen Abschied, um in österreichische Dienste zu wechseln.
Während des Fünften Koalitionskriegs wurde er Adjutant des Prinzen von Oranien. Er kämpfte in den Schlachten von Aspern, Wagram sowie in Znaim. Nach der österreichischen Niederlage erhielt er vom König nunmehr die Erlaubnis, in russische Dienste zu wechseln. So nahm er 1810/11 an deren Feldzug gegen die Türken teil und wurde 1811 russischer Oberstleutnant.
Am 14. Februar 1812 kehrte Valentini in preußische Dienste zurück. Er wurde als jüngster Oberstleutnant im Generalstab eingestellt und erhielt ein Gehalt von 1900 Talern und 5 Rationen und die Erlaubnis, weiter den russischen Orden des Heiligen Wladimir IV. Klasse tragen zu dürfen. Am 15. Juni 1812 wurde er zur Begleitung des Prinzen von Oranien abgeordnet. Am 20. Januar 1813 erhielt er den Auftrag, den König nach Breslau zu begleiten und dem Kronprinzen Unterricht zu erteilen. Aber bereits am 10. März 1813 wurde er im Vorfeld des Befreiungskrieges Oberquartiermeister im Korps Yorck. In dem folgenden Krieg konnte er sich mehrfach auszeichnen. Er kämpfte bei Großgörschen, Bautzen, Katzbach, Leipzig und Belle Alliance. Im Gefecht bei Mery wurde er durch den linken Arm geschossen. Für Bautzen erhielt er den russischen Orden der Heiligen Anna II. Klasse und für Katzbach den Orden des Heiligen Wladimir III. Klasse. Bereits am 19. Mai 1813 hatte Valentini das Eiserne Kreuz II. Klasse für Großgörschen sowie am 19. Mai 1813 das Kreuz I. Klasse für Katzbach erhalten. In der Zeit wurde er am 3. Juli 1813 zum Oberst befördert und am 14. August 1813 Chef des Generalstabes des III. Armee-Korps. Am 8. Dezember 1813 wurde Valentini mit dem Orden Pour le Mérite mit Eichenlaub ausgezeichnet. Auf Wunsch des Herzogs von Coburg kam er am 22. Dezember 1813 in den Generalstab dessen Korps. Aber bereits am 27. Dezember 1813 wurde in das Korps „Yorck“ zurückversetzt. Am 30. März 1814 wurde er dann zum Generalmajor mit Patent vom 2. April 1814 befördert und am 5. Oktober 1814 war er Chef des Generalstabes der III. Armee nun unter Bülow. Am 23. März 1815 wurde er als Chef des Generalstabes in das IV. Armee-Korps versetzt und am 2. Oktober 1815 erhielt er für Belle Alliance den Roten Adlerorden III. Klasse.
Nach dem Krieg wurde Valentini am 3. Oktober 1815 als Kommandant in die Festung Glogau versetzt und am 27. Oktober 1815 mit 2000 Talern beschenkt. Am 10. Dezember 1816 wurde ihm offiziell erlaubt, den russischen Orden des Heiligen Georg III. Klasse zu tragen. Am 15. Dezember 1821 bekam er auch die Erlaubnis, das Kommandeurskreuz des niederländischen Militär-Wilhelms-Ordens und am 18. Januar 1823 den Roten Adlerorden II. Klasse mit Eichenlaub zu tragen. Am 30. März 1824 erhielt er die Beförderung zum Generalleutnant und am 9. August 1825 das Dienstkreuz. Er gab die Kommandantur ab und am 5. Oktober 1828 wurde er Generalinspekteur des Militärerziehungs- und Bildungswesens der Armee, als Nachfolger des verstorbenen Generalleutnants von Holtzendorff, zudem am 1. Dezember 1828 Mitglied der Prüfungskommission für militärwissenschaftliche und technische Gegenstände. Er bekam auch weitere Orden. Zunächst am 24. Januar 1830 den Stern zum Roten Adlerorden II. Klasse und am 18. Januar 1833 den Roten Adlerorden I. Klasse mit Eichenlaub. Er starb am 6. August 1834 in Berlin und wurde am 9. August 1834 auf dem Garnisonsfriedhof beigesetzt.

### Werk
Seine Erfahrungen aus dem Ersten Koalitionskrieg hat er in dem Buch Vom Kleinen Kriege, das mehrere Neuauflagen erlebte, niedergeschrieben. Er lernte auch den Schriftsteller Berenhorst kennen. Nach 1809 schrieb er Versuch einer Geschichte des Feldzuges von 1809. Nach dem Befreiungskrieg hatte er 13 Jahre Zeit, an dem Buch Die Lehre vom Kriege (1820) zu arbeiten. 1830 veröffentlichte er das Werk über den Türkenkrieg von 1810/11. 1832 veröffentlichte er noch anonym das Werk Erinnerungen eines Alten preussischen Offiziers aus den Feldzügen von 1792, 1793 und 1794.
- Versuch einer Geschichte des Feldzugs von 1809 an der Donau. Digitalisat
- Das Gefecht bei Saalfeld an der Saale. Digitalisat
- Die Lehre von Krieg.[2]
  - Band 1: Der kleine Krieg und die Gefechtslehre. Digitalisat
  - Band 2a: Der Krieg in Großen. Digitalisat
  - Band 2b: Der Krieg in Großen. Digitalisat
  - Band 3: Der Türkenkrieg. Digitalisat
- Abhandlung über den kleinen Krieg und über den Gebrauch der leichten Truppen. Digitalisat (mit Leopold Schönberg von Brenkenhoff)
- Erinnerungen eines Alten preussischen Offiziers aus den Feldzügen von 1792, 1793 und 1794. Digitalisat

Die Werke wurden immer wieder neu aufgelegt und in zahlreiche andere Sprachen übersetzt.

### Familie
Valentini heiratete am 6. Mai 1816 auf Gut Tamm bei Polkwitz (Schlesien) Dorothea Philippine von Sydow (1783–1841), geschiedene von Berge und Herrendorff. Sie war die Tochter des Landrats Wilhelm Ludwig von Sydow und der Frederike von Waldmann (1760–1821). Aus der Ehe ging die Tochter Anna (1822–1842) hervor.
Nach dem Tod ihres Mannes hielt die Witwe vom König zusätzlich eine Pension von 500 Talern.